# 泰式炒金邊粉
泰式炒河粉 (皇家轉寫：phat thai, 發音：[pʰàt tʰāj] ⓘ)，或稱為泰式炒河粉、泰式炒粿條、帕泰，是泰國著名的泰式料理，不論在泰國的餐廳或街頭小店都很常見。
Phat（泰語：的意思是炒，Thai的意思是泰國，直譯就是「泰式翻炒」。
有說炒粿條菜式是源於阿瑜陀耶王国時期，由中國來經商的商人傳入。 之後再由泰國人逐漸演化成泰國口味。
二次大戰期間大米短缺。為了減少大米消耗量，時任泰國總理的親日派軍事強人銮披汶·颂堪大力推動國民食用大米麵條，最終來自泰國東部近尖竹汶府（Chanthaburi）的一種炒粿條被選中，當時稱其為"Sen Chan"，並且開始在全國大力推廣。自此泰式炒金邊粉被推廣成國民料理。